# Premio Rathbones Folio

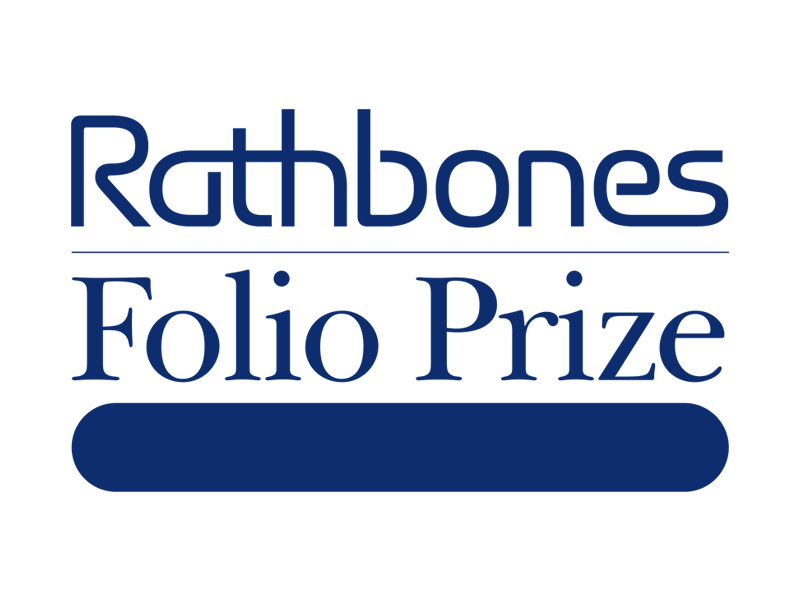

Il Premio Rathbones Folio  (Rathbones Folio Prize) è un premio letterario britannico destinato a opere scritte in inglese e pubblicate nel Regno Unito l'anno precedente l'assegnazione.
Il riconoscimento è stato istituito nel 2013 con il nome di "Literary Prize" (divenuto "Folio Prize") e un montepremi di 60000 dollari a partire dall'idea di alcuni intellettuali britannici in polemica con il Booker Prize, colpevole secondo loro di avere preso un'inclinazione verso la narrativa popolare piuttosto che la narrativa letteraria. 
Aperto a tutti i generi letterari, riconosce al vincitore (al 2022) un premio di 30000 sterline.
A partire dal 2023 il premio è stato tripartito nelle categorie narrativa, saggistica e poesia, tra le quali viene scelto il vincitore assoluto.

## Albo d'oro
- 2014: George Saunders: Dieci dicembre (Tenth of December: Stories)
- 2015: Akhil Sharma: Vita in famiglia (Family Life)
- 2016: Nessun premio assegnato[8]
- 2017: Hisham Matar: Il ritorno. Padri, figli e la terra fra di loro (The return: Fathers, Sons and the Land in Between)
- 2018: Richard Lloyd Parry: Fantasmi dello tsunami: nell'antica regione del Tohoku (Ghosts Of The Tsunami: Death and Life in Japan's Disaster Zone)
- 2019: Raymond Antrobus: The Perseverance
- 2020: Valeria Luiselli: Archivio dei bambini perduti (Lost Children Archive)[9]
- 2021: Carmen Maria Machado: Nella casa dei tuoi sogni (In the Dream House)[10]
- 2022: Colm Tóibín: The Magician[11]
- 2023: 
  - Margo Jefferson: Constructing a Nervous System (Saggistica e Vincitrice Assoluta)
  - Michelle de Kretser: Scary Monsters (Narrativa)
  - Victoria Adukwei Bulley: Quiet (Poesia)[12]
- 2024: 
  - Laura Cumming: Thunderclap: A Memoir of Life and Art and Sudden Death (Saggistica)
  - Anne Enright: The Wren, The Wren (Narrativa)
  - Liz Berry: The Home Child (Poesia e Vincitrice Assoluta)[13]